# ニコラ・スジェクロカ
ニコラ・スジェクロカ（Nikola Sjekloca、男性、1978年7月10日 - ）はモンテネグロのプロボクサー。セルビア、ニシュ出身。
堅実な技巧派のボクサーで、旧ユーゴスラビア諸国で試合を行っている(モンテネグロを筆頭にセルビア、ボスニア・ヘルツェゴビナ)。

## 来歴
2006年7月15日、ブドヴァでプロデビューを果たし6回判定勝ちで白星でデビューを飾った。
2007年4月14日、アリアクサンダー・ヴァイアヴォダと対戦し4回1分21秒TKO勝ち。
2008年1月26日、トニー・アヴェラントと対戦し8回判定勝ち。
2008年5月3日、ブドヴァのスポーツ・ホールでロベルト・コッコとWBC地中海スーパーミドル級王座決定戦を行い、スジェクロカにとって初の12回戦でスタミナ不足が心配されたが、12回3-0の判定勝ちで王座獲得に成功した。
2008年10月18日、ピエーレ・モレノとWBC地中海スーパーミドル級タイトルマッチを行い、8回に先制ダウンを奪うと10回に2度ダウンを追加してレフェリーがストップ。10回2分15秒TKO勝ちで初防衛に成功した。
2009年10月3日、WBC世界スーパーミドル級8位ロレンゾ・コッセドゥーとWBC地中海スーパーミドル級タイトルマッチを行い、一方的に試合をコントロールして12回3-0(119-110、120-110、119-109)の判定勝ちで2度目の防衛に成功した。
2010年5月29日、メディテラテアン・スポーツ・センターでWBC世界スーパーミドル級3位のローマン・シュカルパとWBCインターナショナルスーパーミドル級王座決定戦を行い、12回3-0(117-113、117-112、116-113)の判定勝ちで王座獲得に成功した。
2011年2月25日、ノヴィ・サドのホテル・パークでロベルト・サントスとWBCインターナショナルスーパーミドル級タイトルマッチを行い、12回3-0(118-111、115-113、117-113)の判定勝ちで初防衛に成功した。
2011年7月15日、ドイツバーデン＝ヴュルテンベルク州ゲッピンゲンのEWS・アリーナでクホーレン・ゲーヴァーとWBCインターナショナルスーパーミドル級タイトルマッチを行い、キャリア最大の苦戦を強いられたものの12回3-0(115-113、116-112、115-114)の僅差判定勝ちで2度目の防衛に成功した。
2011年11月26日、ポドゴリツァのハラ・モラカでペーター・マシャミテーとWBCインターナショナルスーパーミドル級タイトルマッチを行い、ゲーヴァー戦を超える最大の苦戦になったが12回2-0(116-112、114-114、115-113)の判定勝ちで3度目の防衛に成功した。
2012年7月24日、WBO世界スーパーミドル級10位ハッディラー・モーホウマディーと対戦し10回97-94の判定勝利。
2013年2月16日、アメリカデビュー戦をニュージャージー州アトランティックシティボードウォーク・ホールでWBA・WBC世界スーパーミドル級スーパー王者アンドレ・ウォードへの挑戦権を賭けてサキオ・ビカと挑戦者決定戦を行い、9回に偶然のバッティングでビカが負傷するもビカにコントロールを許し、プロ初黒星となる12回0-3(109-119、112-118、108-120)の判定負けでウォードへの指名挑戦権獲得に失敗した。
2014年5月3日、ベルリンのヴェロドロームでWBO世界スーパーミドル級王者のアルツール・アブラハムとWBO世界同級タイトルマッチを行うも、12回0-3(113-116、112-116、110-119)の判定負けを喫した。

## 獲得タイトル
- WBC地中海スーパーミドル級王座
- WBCインターナショナルスーパーミドル級王座